# 프로포지션 (2005년 영화)
《프로퍼지션》(영어: The Proposition)은 오스트레일리아와 영국에서 제작된 존 힐코트 감독의 2005년 액션 범죄 드라마 서부극 영화이다. 가이 피어스, 레이 윈스턴 등이 출연하였고, 크리스 브라운 등이 제작에 참여하였다.

## 출연진
- 가이 피어스
- 레이 윈스턴
- 에밀리 왓슨
- 대니 휴스턴
- 데이비드 웨넘
- 리처드 윌슨
- 존 허트
- 톰 E. 루이스
- 리아 퍼셀
- 톰 버지
- 로버트 모건
- 데이비드 굴필릴
- 노아 테일러
- 올리버 애클런드

## 기타 제작진
- 협력 제작(영국): 크리스토퍼 사이먼
- 협력 제작(오스트레일리아): 팸 콜리스
- 배역: 니키 배럿, 게리 데이비
- 미술: 크리스 케네디
- 의상: 마고 윌슨
- 편집 협력: 이언 시모어